# Молодіжна збірна Білорусі з хокею із шайбою
Молодіжна збірна Білорусі з хокею із шайбою — хокейна команда, складена з гравців віком не більше 20 років, яка представляє Білорусь в міжнародних матчах і турнірах. Найкращий результат на чемпіонатах світу — 9 місце в 2001 і 2002 роках. З 2007 року команда виступає в першому дивізіоні розіграшу чемпіонату світу.

## Історія
Молодіжна збірна Білорусі була утворена в 1992 році. Пробитися через кваліфікаційні турніри в групу «С» команді вдалося лише з третьої спроби — в 1994 році. Ще через три роки збірна завоювала путівку в групу «В». Вигравши турнір в 1997 році, білоруси вперше потрапили в десятку найкращих молодіжних команд світу, однак не змогли протриматися у найсильнішому дивізіоні понад рік. З того часу молодіжна збірна Білорусі постійно переміщується з першого дивізіону у вищій і назад.
Через російське вторгнення в Україну Білорусь було виключено з міжнародного хокею та замінено Латвією (яка піднялася до вищого дивізіону після того, як посіла друге місце в Дивізіоні 1-А в грудні 2021 року).

## Всі тренери
- Анатолій Варивончик — 1992—1993
- Юрій Перегудов — 1993—1995
- Андрій Сидоренко — 1995—1996
- Володимир Меленчук — 1996—1998, 1999—2003
- Михайло Захаров — 1998—1999, 2003—2005
- Едуард Занковець — 2005—2007
- Андрій Расолько — 2007
- Андрій Гусов — 2008
- Василь Спиридонов — 2009
- Олег Микульчик — 2010—2011
- Володимир Заблоцький — 2011
- Павло Перепихін — 2012—2015
- Олександр Белявський — 2015—2016
- Юрій Файков — з 2016